# كريستيان بنيلا
كريستيان بنيلا (2 مايو 1991 بإسمرالداس في الإكوادور - ) هو لاعب كرة قدم إكوادوري في مركز الهجوم. شارك مع منتخب الإكوادور تحت 20 سنة لكرة القدم ومنتخب الإكوادور لكرة القدم. أما مع النوادي، فقد لعب مع برشلونة جواياكويل وسوسيداد ديبورتيفو كيتو ونادي باتشوكا ونادي إسبولي الرياضي ‏.

## روابط خارجية
- كريستيان بنيلا على موقع الدوري الأمريكي (الإنجليزية)
- كريستيان بنيلا على موقع قاعدة بيانات كرة القدم.إي يو (الإنجليزية)
- كريستيان بنيلا على موقع ناشيونال فوتبول تيمز (الإنجليزية)
- كريستيان بنيلا على موقع Soccerway.com (الإنجليزية)
- كريستيان بنيلا على موقع عالم كرة القدم.نت (الإنجليزية)
- كريستيان بنيلا على موقع AS.com (الإسبانية)